# Haliplus minor
Haliplus minor är en skalbaggsart som beskrevs av Zimmermann 1924. Haliplus minor ingår i släktet Haliplus och familjen vattentrampare. Inga underarter finns listade i Catalogue of Life.